# Unearth
Unearth ist eine 1998 gegründete Metalcore-Band aus Winthrop, Massachusetts. Ein besonderes Merkmal der Band ist, dass sie den typischen amerikanischen Metalcore verstärkt mit Melodic Death Metal verknüpft. Der Produzent ihrer Alben war, ausgenommen ihres Albums III: In the Eyes of Fire, Adam Dutkiewicz, der Leadgitarrist von Killswitch Engage.

## Geschichte
Unearth wurde 1998 gegründet. Im Mai 1999 erschien über das Kleinstlabel Endless Fight Records die EP Above the Fall of Men, die in nur sehr kleiner Auflage produziert wurde und später einen hohen Sammlerwert erlangte. Die Band spielte Konzerte in den USA, Kanada und erstmals auch in Europa. Zur Jahrtausendwende unterschrieb Unearth bei Eulogy Recordings. Im Januar 2001 wurde das Debütalbum The Stings of Conscience veröffentlicht. Erstmals gelang der Sprung in die Billboard Charts. Unearth teilte sich die Konzertbühnen mit Bands wie Hatebreed, Shadows Fall, Killswitch Engage und Chimaira.
Mitte September 2002 erschien die EP Endless. Nach der Headbanger's Ball Tour 2003 mit Hatebreed, Damageplan und Drowning Pool unterzeichnete die Band einen weltweiten Vertrag bei Metal Blade. Ein Jahr später spielte Unearth auf der Ozzfest-Tournee.
Im August 2004 erschien das zweite Album The Oncoming Storm. Das Album wurde von Adam Dutkiewicz produziert. Nach einer Headlinertournee durch die USA mit The Black Dahlia Murder nahm Unearth im Herbst 2004 an der Eastpak Resistance Tour durch Europa teil und wurde unter anderem von Sick of It All begleitet. Während der Promo-Tour zu The Oncoming Storm wurde der Auftritt im Juli auf Long Island gefilmt und auf der Mini-DVD Unearth veröffentlicht.
Im März 2005 legte Alveran Records das Debütalbum The Stings of Conscience neu auf. Unearth tourte im Juni mit Lamb of God, Every Time I Die und Caliban durch Europa. Im November veröffentlichte Alveran Records die Kompilation Our Days of Eulogy, auf dem die beiden EPs sowie fünf Live-Tracks von Stings of Conscience zu hören sind.
Mitte 2005 begann Unearth mit den ersten Aufnahmen für III: In the Eyes of Fire. In the Eyes of Fire erschien im August 2006 bei Metal Blade Records. Es erschien auch eine Sonder-Edition im Digipack mit einer Bonus-DVD, auf der vier Live-Videos, die auf der Sounds-of-the-Underground-Tour aufgenommen wurden, und ein Making-of des neuen Albums enthalten sind.

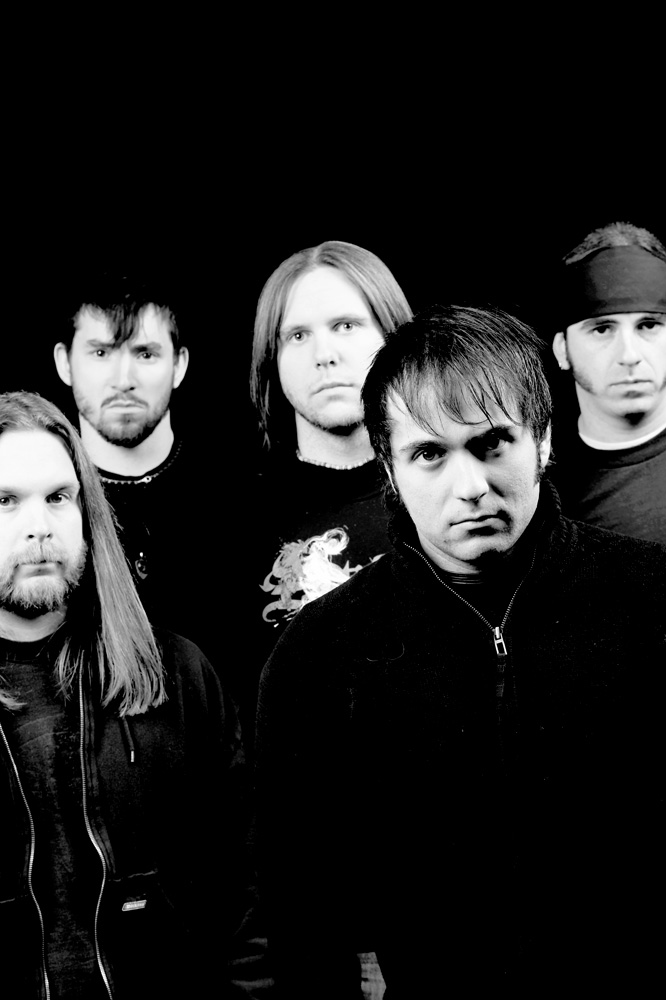
Unearth (2006)

Am 14. Oktober 2008 ist das vierte Studioalbum The March, welches wieder von Adam Dutkiewicz produziert wurde, veröffentlicht worden.
Das fünfte Studioalbum mit dem Titel Darkness in the Light erschien am 5. Juli 2011 über Metal Blade Records. 
2012 hatte Unearth einen weiteren Auftritt beim Wacken Open Air nach 2008.

## Stil
Unearth spielen klassischen Metalcore. Bis zum Album The Oncoming Storm überwog der Einfluss des Melodic Death Metal, später steht Thrash Metal im Fokus. Jedoch experimentieren sie gesanglich wenig, es wird nur das Standard-Shouting von Trevor Phipps eingesetzt und auf klare Gesangspassagen, gesungen von Rhythmus-Gitarrist Ken Susi, wird, bis auf einige Ausnahmen (Endless, Black Hearts Now Reign und Lie to Purify, Watch It Burn, Shadows in the Light, Last Wish und The Fallen), verzichtet.
In einem Interview mit Metal Hammer erwähnten Unearth, dass Bands wie Pantera, Slayer, In Flames und Metallica den größten Einfluss auf ihren Musik-Stil haben.

## Diskografie

### Alben
- 2001: The Stings of Conscience
- 2004: The Oncoming Storm
- 2006: III: In the Eyes of Fire
- 2008: The March
- 2011: Darkness in the Light
- 2014: Watchers of Rule
- 2018: Extinction(s)
- 2023: The Wretched, the Ruinous

### EPs
- 1999: Above the Fall of Man
- 2002: Endless
- 2005: Our Days of Eulogy (inkl. Live-Aufnahmen)

### Videoalben
- 2004: Unearth (DVD)
- 2008: Alive from the Apocalypse (DVD + CD)